# Адолф Елијер
Адолф Елијер (фр. Adolphe Hélière; Рен, 2. фебруар 1888 — Ница, 14. јул 1910) бивши је француски професионални бициклиста. Елијер је возио Тур де Франс 1910. као самосталан возач. Умро је током дана одмора, удавио се у француској ривијери.
У почетним годинам, возачи на Туру су били смештени у апартманима који су некада били штале, па су преуређени. Ту су били возачи из тимова и изоловани (возачи који су наступали самостално). На Туру 1910, међу њима био је и Адолф Елијер, који је тада имао 19 година. За њега, Тур је био велика борба, а није ни имао среће. Пет пута му се пробушила гума, а и преврнуо се на главу због коња. Упркос недостатку среће, Елијер је помагао другим возачима који су имали проблеме. Након што је Емил Жорж имао незгоду, Елијер га је ухватио за рамена и одвео га у најближу кућу, тамо нису примљени, већ их је старац отерао са штапом. То су биле потешкоће због којих је брзо пао далеко од врха трке. Уморан, заспао је и пробудио се поред пута да би наставио да вози до следећег јутра. Кад је стигао до циља на шестој етапи у Ници, нико није остао да га дочека. Елијер је мислио да је коначно време да једе добро и да ужива у животу. Отишао је у ресторан у Ници и појео раскошан оброк. При крају оброка, отишао је на плажу, где је јео још сладоледа. Почело је да га привлачи мало купања у Средоземном мору. У току пливања, нос је почео да му крвари због исцрпљености, након чега се удавио. По другој верзији, током пливања га је убола медуза, због чега се удавио.